# Ad-Damazin
Ad-Damazin   (în arabă الدمازين) este un oraș  în  Sudan. Este reședinta  statului Nilul Albastru.